# Hermannia waltherioides
Hermannia waltherioides är en malvaväxtart som beskrevs av Karl Moritz Schumann. Hermannia waltherioides ingår i släktet Hermannia och familjen malvaväxter. Inga underarter finns listade i Catalogue of Life.